# Bolkoburg
Die Ruine der Bolkoburg (zunächst Burg Hain, bis etwa 1820 Bolkenhainer Burg; polnisch Zamek w Bolkowie; lateinisch Hain castrum) befindet sich in Bolków im Powiat Jaworski in der Woiwodschaft Niederschlesien in Polen. Sie liegt in den Ausläufern des Riesengebirges am rechten Ufer der Wütenden Neisse auf einem Bergrücken.

## Geschichte

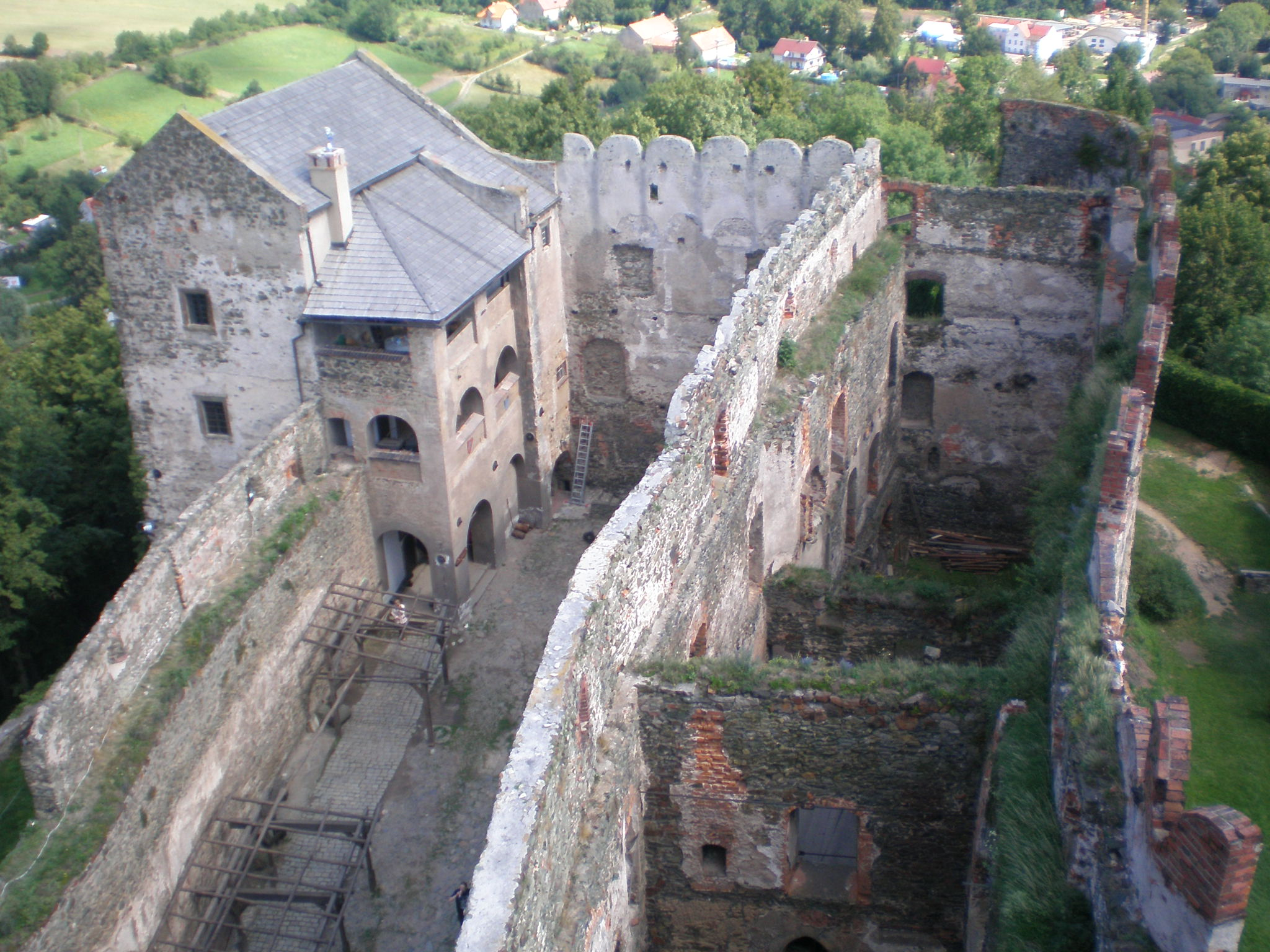
Ansicht vom Turm

Die zunächst als Burg Hain bzw. Hainburg bezeichnete Anlage wurde erstmals 1277 als „Hain castrum“ erwähnt. Sie wurde vermutlich um 1270 vom Liegnitzer Herzog Bolesław II. als Grenzfeste errichtet. Nach der Aufteilung des Herzogtums Liegnitz 1278 fiel das Gebiet an das Herzogtum Jauer, das für Herzog Bolko I. neu errichtet worden war. Er baute die Stadt Hain aus und erweiterte die Hainburg, auf der er bis zur Errichtung der Burg Fürstenstein wohnte. Sein Name soll Ende des 14. Jahrhunderts auf die Stadt übertragen worden sein. Von Anfang an übernahm die Hainburg die Mittelpunktfunktion der älteren Kastellaneiburg Schweinhaus.
Nach dem Tod des Herzogs Bolko II. fiel das Herzogtum Schweidnitz-Jauer 1368 erbrechtlich an Böhmen, wobei der Herzoginwitwe Agnes von Habsburg ein lebenslanger Nießbrauch zustand. Sie setzte auf der Hainburg Burggrafen ein, u. a. bis 1371 Hans von Logau, dem Gottsche Schoff folgte und danach Günzel von Schweinhaus. Erst nach dem Tod der Herzoginwitwe 1392 konnte der böhmische König Wenzel, der ein Sohn von Bolkos II. Nichte Anna von Schweidnitz war, das Erbe des nun böhmischen Erbfürstentums Schweidnitz-Jauer antreten. An die Spitze seines Erbfürstentums setzte er böhmische Landeshauptleute ein, die die Funktion eines königlichen Statthalters ausübten und das Bolkenhainer Burglehen pfandweise erwerben konnten. So gelangte das Burglehen, das aus der Stadt und Burg sowie den Dörfern Einsiedel, Giesmannsdorf, Hohenhelmsdorf, Ruhbank, Klein-Waltersdorf und Wiesau bestand, 1412 an den Landeshauptmann Jan von Chotěmice, der dem König Geld geliehen hatte. Vor 1439 war das Burglehen in der Hand des Heinrich von Tschirn, der wohl ein Raubritter war und es bis 1459 halten konnte. 1463 eroberte der böhmische König Georg von Podiebrad Bolkenhain, der Hans von Tschirn auf der Burg einsetzte. 1468 wurde die Burg von Schweidnitzer und Breslauer Truppen eingenommen.
Nachdem es dem böhmischen Gegenkönig Matthias Corvinus 1474 gelungen war, seinen Herrschaftsbereich auf Schlesien auszudehnen, ernannte er 1475 den ungarischen Magnaten Stephan Zápolya zum Oberlandeshauptmann von Schlesien und Landeshauptmann des Erbfürstentums Schweidnitz-Jauer. Zugleich übertrug er ihm pfandweise das Burglehen mit der Stadt Bolkenhain. Ihm folgte 1484 als Pfandinhaber der Landeshauptmann Georg von Stein. Ab 1494 gehörte das Burglehen der Familie Tschirnhaus und ab 1532 dem Breslauer Bischof Jakob von Salza, in dessen Familie es bis 1570 verblieb. Nachfolgender Pfandinhaber war bis 1591 der Landeshauptmann Matthias von Logau. Anschließend wurden Burg und Stadt in ein Erbgut umgewandelt, das 1598 Jakob von Zedlitz auf Nimmersath erworben wurde, bei dessen Nachkommen es bis 1700 verblieb. Wegen eines Erbstreits nach dem Tod des Gotthard Albrecht von Zedlitz fielen Burg und Stadt im Jahre 1700 pfandweise an den Hauptgläubiger, das Kloster Grüssau, von dem beides 1703 erworben wurde. Da die Burg nun nicht mehr ausreichend instand gehalten wurde und nicht mehr bewohnt war, verfiel sie. Auch nachdem Burg und Stadt nach der Säkularisation des Klosters Grüssau 1810 an den preußischen Staat fielen, der nach dem Ersten Schlesischen Krieg 1742 an den größten Teil Schlesiens gelangt war, wurde der Verfall der Burg nicht aufgehalten.
Um 1820 gaben Schriftsteller der Romantik der Burg, die bis dahin als „Bolkenhainer Burg“ bezeichnet wurde, den Namen „Bolkoburg“, der sich nachfolgend durchsetzen konnte. Erst ab Ende des 19. Jahrhunderts wurden auf der Burg Sicherungs- und Wiederaufbauarbeiten durchgeführt. 1923 konnte in einem Teil der Burg eine Jugendherberge sowie ein Heimatmuseum eingerichtet werden. Nach dem Übergang an Polen 1945 wurde das Heimatmuseum 1953 wiedereröffnet.

## Beschreibung der Burg

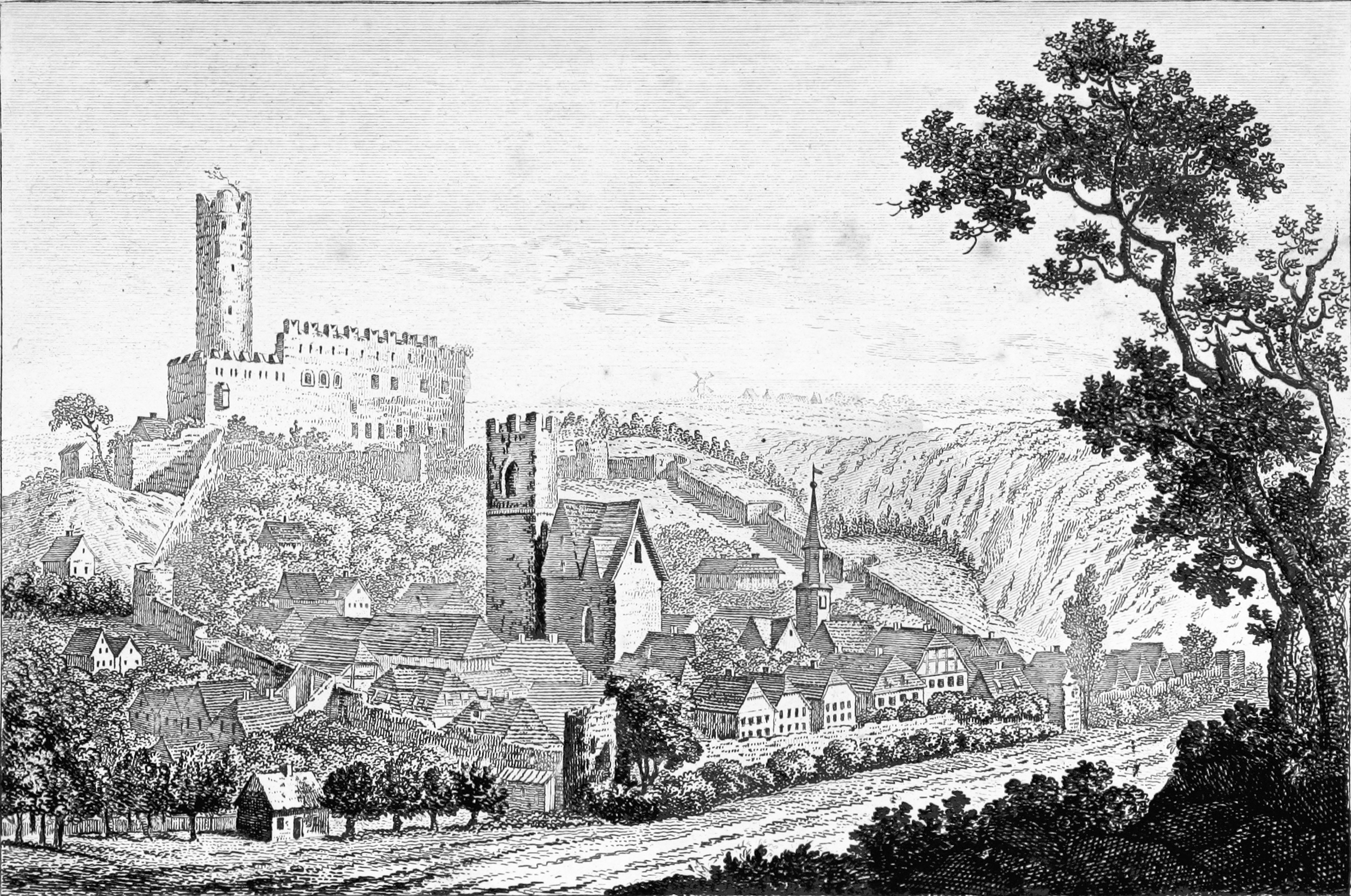
Ansicht der Stadtmauer und der Burgruine (um 1815)

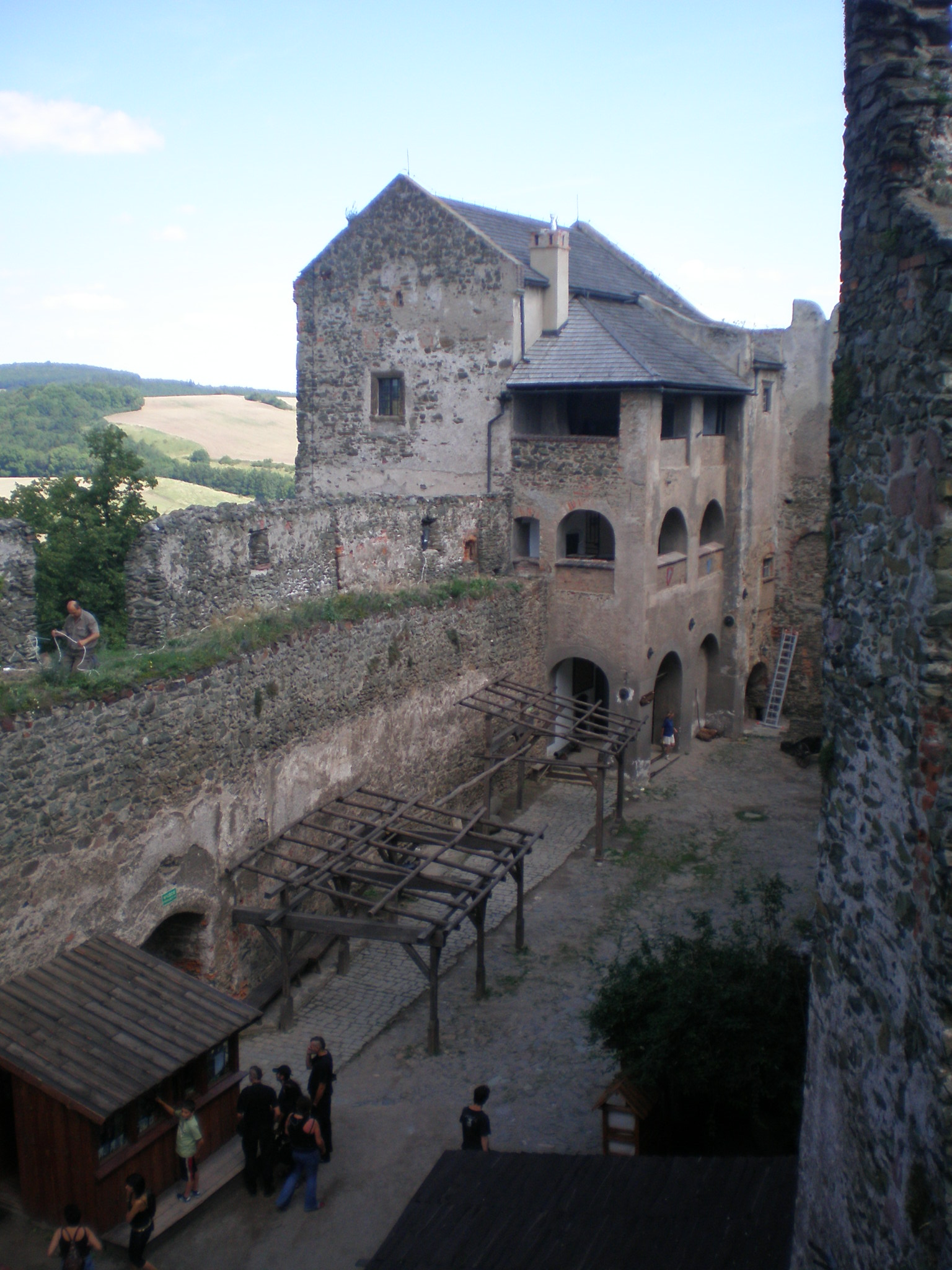

Die gotische Spornburg bestand aus einem Bergfried im Südwesten und einem Wohngebäude im Nordosten. Im 14. Jahrhundert wurde sie erweitert, wobei auch Verbindungen zwischen den Umfassungsmauer der Burg und den Stadtmauern geschaffen wurden. Um 1540 erfolgte durch den aus Norditalien stammenden Baumeister Jakob Pahr ein Umbau im Stil der Renaissance. Nachdem im Norden, Westen und Süden Vorburgen errichtet wurden, erreichte die Bolkoburg im 16. Jahrhundert ihre größte Ausdehnung.
Im inneren Burghof befindet sich heute ein Lapidarium, in dem neben Grabsteinen aus den umliegenden Kirchen auch Architekturdekor der Burg zu sehen ist. Im Burgmuseum werden Stadtansichten von Bolkenhain und von Burgen in Schlesien sowie Waffen und Gegenstände aus der Geschichte der Burg gezeigt.